# Nuevo Horizonte - Yapacaní
Nuevo Horizonte - Yapacaní ist eine Ortschaft im Departamento Santa Cruz im Tiefland des südamerikanischen Anden-Staates Bolivien.

## Lage im Nahraum
Nuevo Horizonte - Yapacaní ist die fünftgrößte Ortschaft im Municipio Yapacaní in der Provinz Ichilo. Nuevo Horizonte - Yapacaní bildet zusammen mit Nuevo Horizonte (Ichilo) den „Subkanton Nuevo Horizonte“, beide Teilbezirke liegen 31 Kilometer westlich von Yapacaní, auf einer Höhe von 263 m und 270 m drei bis vier Kilometer nordöstlich des Río Ichilo.

## Geographie
Nuevo Horizonte - Yapacaní liegt im bolivianischen Tiefland an den nordöstlichen Ausläufern der Cordillera Oriental. Das Klima ist ein tropisches Feuchtklima mit einer deutlich ausgeprägten Regenzeit.
Die Region weist eine mittlere Jahrestemperatur von 26 °C auf, die Monatsdurchschnittswerte liegen zwischen 23 °C im Juli und gut 28 °C von November bis Februar (siehe Klimadiagramm Puerto Grether). Der durchschnittliche Jahresniederschlag beträgt etwa 1700 mm, mit Monatswerten zwischen 200 und 300 mm von Dezember bis Februar und ausreichend Feuchtigkeit in allen Monaten.

## Verkehrsnetz
Nuevo Horizonte - Yapacaní liegt in einer Entfernung von 160 Straßenkilometern nordwestlich von Santa Cruz, der Hauptstadt des Departamentos.
Nuevo Horizonte liegt an der 1657 Kilometer langen Nationalstraße Ruta 4, die von Tambo Quemado an der chilenischen Grenze in West-Ost-Richtung das gesamte Land durchquert und nach Puerto Suárez an der brasilianischen Grenze führt. Sie führt über Cochabamba, Villa Tunari und Bulo Bulo nach Puerto Grether, überquert dort den Río Ichilo und führt weiter über Nuevo Horizonte (Ichilo) nach Yapacaní, Santa Cruz und Roboré bis nach Puerto Suárez. In Nuevo Horizonte zweigt der Ortsteil Nuevo Horizonte - Yapacaní in südwestlicher Richtung von der Hauptstraße ab.

## Bevölkerung
Die Einwohnerzahl der Ortschaft ist in dem Jahrzehnt zwischen den beiden letzten Volkszählungen deutlich angestiegen:
| Jahr | Einwohner         | Quelle       |
| ---- | ----------------- | ------------ |
| 1992 | keine Detaildaten | Volkszählung |
| 2001 | 50                | Volkszählung |
| 2012 | 883               | Volkszählung |
| 2024 |                   | Volkszählung |